# أترنيت ريكوردز وتالنتس (ماليزيا)
أترنيت ريكوردز و تالنتس (بالإنجليزية: Alternate Records & Talents)‏ هي شركة تسجيلات وإنتاج إعلامية في ماليزية.

## أبرز الفنانين الذين تعاملوا معها
- توموك
- شمسول يوسف
- فايزال طاهر
- نورانيزا إدريس
- سيتي نورديانا